# مطار ماكتان سيبو الدولي
مطار ماكتان سيبو الدولي (بالإنجليزية: Mactan-Cebu International Airport)‏ (إياتا: CEB، إيكاو: RPVM) هو مطار عام يخدم مدينة سيبو ويشغل المطار هيئة مطار  ماكتان سيبو الدولي.